# Fernando Matos Silva
Fernando Adalberto Vieira de Matos Silva (* 22. Mai 1940 in Vila Viçosa) ist ein portugiesischer Regisseur.

## Leben
Er brach ein Wirtschaftsstudium an der Universität Lissabon ab, um sich auch beruflich ganz seiner Filmleidenschaft zu widmen. 1962 war er erstmals in dem Bereich selbst tätig, als Assistent bei Artur Ramos’ Film Pássaros de Asas Cortadas (dt.: Vögel mit abgeschnittenen Flügeln). Im gleichen Jahr gründete António da Cunha Telles seine erste Produktionsfirma, und Silva wurde dort Regieassistent, u. a. für einige der wichtigste Werke des Novo Cinemas, darunter Os Verdes Anos (1963, Regie: Paulo Rocha) und Belarmino (1964, Regie: Fernando Lopes). Auch François Truffaut assistierte er, beim Lissaboner Teil der Dreharbeiten zu Die süße Haut.
Er ging mit einem staatlichen Filmstipendium an die London School of Film Technique (heute London Film School), wo er 1963 einen Abschluss in Regie machte. 1965 gründete er, zusammen mit Fernando Lopes, Alberto Seixas Santos, Alfredo Tropa und Manuel Costa, die Filmgesellschaft Média, die u. a. 1971 Uma Abelha na Chuva produzierte. Selbst Regie führte Silva erstmals 1968, bei einem Kurzfilm. 1969 wurde er Mitbegründer des wegweisenden Filmkollektivs Centro Português de Cinema. Im Portugiesischen Kolonialkrieg wurde er noch 1969 erneut zum Militär eingezogen und in dessen Filmabteilung eingegliedert, wo er lehrte und u. a. an der Herstellung militärischer Schulungsfilme mitwirkte. In dem Rahmen hielt er sich 1969 und 1970 auch in Guinea-Bissau auf.
Seinen ersten Spielfilm in voller Länge drehte er 1973 mit O Mal-Amado (dt.: Der Ungeliebte), bei dem er Material verwendete, das er in Guinea-Bissau gefilmt hatte. Der Film, in dem eine Frau ihre krankhafte Bewunderung für ihren gefallenen Bruder auf ihren Freund richtet, sprach das Thema des Kolonialkriegs an. Er wurde von der Zensur des repressiven Estado Novo-Regimes verboten und von der Polizei beschlagnahmt. Der Film wurde erst nach der Nelkenrevolution 1974 erstaufgeführt und war der erste zuvor von der Zensur verbotene Film, der nun öffentlich gezeigt wurde. Seine Premiere fiel zusammen mit der Entscheidung der Revolutionäre, noch vor Bildung einer regulären Regierung Kontakte zu den Unabhängigkeitsbewegungen aufzunehmen, um den Kolonialkrieg umgehend zu beenden.
Nach einer Reihe politischer Dokumentar- und Spielfilme während der 1970er Jahre wandte er sich zum Broterwerb dem Fernsehen zu, wo er für die öffentlich-rechtliche RTP verschiedene Fernsehserien drehte. Neben der Regie verschiedener Dokumentarfilme, war er verantwortlich u. a. für die Sendung Cinemagazine, in der vor allem neuerschienene Filme vorgestellt wurden.
Erst mit O Rapaz do Trapézio Voador (dt.: Der Junge des fliegenden Trapez) trat er 2002 wieder als Kinoregisseur in Erscheinung, dem 2010 ein weiterer Kinofilm folgte.

## Filmografie
- 1968: Por um fio... (Kurzfilm, auch Schnitt und Drehbuch)
- 1974: O Mal Amado (auch Schnitt und Drehbuch)
- 1977: Argozelo
- 1978: O Meu Nome É (auch Schnitt und Drehbuch)
- 1980: Bericht über die Ereignisse in Guinea (Orig.: Acto dos Feitos da Guiné, auch Drehbuch)
- 1984: Guerra de Mirandum (auch Schnitt und Drehbuch)
- 1987: Crime à Portuguesa (TV-Serie)
- 1988: Tempos Modernos (TV-Serie)
- 1988: Cinemagazine (TV-Serie, auch Produzent)
- 1989: Le masque (TV-Serie, Folge Le congrès gastronomique)
- 1995: Ao Sul (auch Drehbuch)
- 1997: Especial Cannes: 50 Anos de Festival (TV)
- 1997: Notícias do Tempo (TV-Serie, auch Produzent)
- 1998: Leitão de Barros - O Senhor Impaciente (auch Drehbuch)
- 1998: O Altifalante (TV-Film, auch Produzent)
- 1998: João Cutileiro - E Neste Nada Cabe Tudo (TV-Film)
- 1999: A Luz Submersa (auch Produzent und Drehbuch)
- 2000: Estrela do Guadiana
- 2001: Insólitos (TV-Serie)
- 2002: O Rapaz do Trapézio Voador (auch Drehbuch)
- 2010: Não Há Rosa sem Espinhos (auch Schnitt und Drehbuch)